# Islands (King Crimson)
Islands – album zespołu King Crimson, wydany 3 grudnia 1971 przez EG Records Ltd. Album zawiera zarówno utwory utrzymane w stylistyce rocka progresywnego („Formentera Lady”, „Sailor's Tale”), jak i muzyki poważnej („Prelude: Song of the Gulls”), a także jazzowej („Islands”).

## Lista utworów
| 1. | „Formentera Lady” (Fripp/Sinfield)    | 10:14 |
|    |                                       |       |
| 2. | „Sailor's Tale” (Fripp)               | 7:21  |
|    |                                       |       |
| 3. | „The Letters” (Fripp/Sinfield)        | 4:26  |
|    |                                       |       |
| 4. | „Ladies of the Road” (Fripp/Sinfield) | 5:28  |
|    |                                       |       |
| 5. | „Prelude: Song of the Gulls” (Fripp)  | 4:14  |
|    |                                       |       |
| 6. | „Islands” (Fripp/Sinfield)            | 11:51 |
|    |                                       |       |
|    |                                       | 43:34 |
|    |                                       |       |

## Skład zespołu
- Robert Fripp – gitara, melotron
- Mel Collins – flet, flet basowy, saksofon, śpiew
- Boz Burrell – gitara basowa, śpiew
- Ian Wallace – instrumenty perkusyjne, śpiew
- Peter Sinfield – teksty

gościnnie:
- Robin Miller – obój
- Marc Charig – kornet
- Keith Tippett – pianino
- Paulina Lucas – śpiew
- Harry Miller – kontrabas